# Октавио Пас
Октавио Пас (на испански: Octavio Paz) е мексикански писател, поет и дипломат, сред най-важните имена в латиноамериканската литература на XX век. Получава Нобелова награда за литература през 1990 г.

## Биография
Октавио Пас е роден в град Мексико по време на Мексиканската революция. Израства в съседното село Микскоак, днес част от града, под грижите на религиозната си майка, на леля си и на дядо си по бащина линия, бивш войник, привърженик на Порфирио Диас, либерален интелектуалец и писател. Баща му, също Октавио Пас, работи като журналист и юрист за Емилиано Сапата и активно участва в аграрната реформа след революцията, поради което за дълги периоди отсъства от дома си.
Октавио Пас се запознава с литературата от ранна възраст под влиянието на дядо си и неговата библиотека с класически произведения и мексиканска модернистична литература. През 20-те години той открива европейските поети Херардо Диего, Хуан Рамон Хименес и Антонио Мачадо, които оказват влияние върху първите му произведения. Първото си стихотворение публикува през 1931 година. То е озаглавено Caballera и започва с епиграф от френския поет Сен-Джон Перс. Две години по-късно, на 19-годишна възраст, той издава първата си стихосбирка Luna Silvestre.
Октавио Пас се дипломира през 1937 година, след което помага при основаването на училище край Мерида в Юкатан. Там той започва да работи върху поемата си Entre la piedra y la flor, посветена на мексиканските селяни. По-късно през същата година посещава Испания по време на Гражданската война и демонстрира солидарност с републиканците. След завръщането си той е сред основателите на литературното списание Taller през 1938 година, на което сътрудничи до 1941 година.
През 1943 година Октавио Пас отива да учи в Университета в Бъркли, Съединени американски щати, а две години по-късно постъпва на дипломатическа служба и до 1962 година работи в посолството на Мексико във Франция. През 1950 година той публикува там El laberinto de la soledad, задълбочено изследване на мексиканската идентичност. През 1962 година е назначен за посланик в Индия, където завършва няколко книги. През 1968 година той напуска държавната служба в знак на протест срещу убийството на стотици студенти от правителството в клането в Тлателолко.
Октавио Пас се завръща в Мексико през 1969 година и през следващите години чете лекции по латиноамериканска литература в няколко университета в Съединените щати като гостуващ професор. От 1971 до 1976 година издава списание Plural, а от 1976 година до смъртта си – Vuelta, и двете посветени на изкуството и политиката.

### Стихосбирки
- Luna silvestre (1933)
- Bajo tu clara sombra y otros poemas (1937)
- No pasaran! (1937)
- Libertad bajo palabra (1949)
- ¿Águila o sol? (1951)
- Piedra de sol (1957)
- Blanco (1967)
- Ladera este (1971)
- Hijos del aire (1979; съвместно с Чарлз Томлинсън)
- Árbol adentro (1987)

### Есета и критика
- El laberinto de la soledad (1950)
- El arco y la lira (1956)
- Las peras del olmo (1957)
- Conjunciones y disyunciones (1969)
- El mono gramático (1974)
- Tiempo nublado (1983)
- Sor Juana: Or, the Traps of Faith (размисли върху поетесата, учен и математик Сор Хуана)

### На български
- „Вълни от зрак. Маймуната граматик“. Поезия. Превод от испански Рада Панчовска. София: Нов Златорог, 1994, 232 с.
- „Двойният пламък“. Есе. Велико Търново: Фабер, 1998, 184 с.

## За него
- Wilson, Jason (1986). Octavio Paz. Boston: Twayne. ISBN 0-8057-6630-8.